# Shahabuddin Ahmed
Shahabuddin Ahmed (in bengalese: শাহাবুদ্দিন আহমেদ; Kendua, 1º febbraio 1930 – Dacca, 19 marzo 2022) è stato un politico bangladese.

## Biografia

### Studi e primi incarichi
Nato il 1º febbraio 1930 nel sottodistretto di Kendua, suo padre Talukdar Resat Ahmed Bhuiyan era un filantropo. Dopo aver superato l'immatricolazione e gli esami intermedi, nel 1948 venne ammesso all'università di Dacca, in cui ottenne una laurea in economia nel 1951 e un master in relazioni internazionali nel 1952.
Nel 1954 entrò a far parte del Central Superior Services del Pakistan, in seguito completo i proprio studi prima presso l'Accademia del servizio civile di Lahore e poi presso l'università di Oxford. Nel 1960 divenne giudice distrettuale nella città di Dacca e Barisal, e giudice distrettuale di Comilla e Chittagong. Nel 1967 prestò servizio come cancelliere dell'Alta Corte dell'allora Pakistan orientale, venendo elevato al banco dell'Alta Corte il 20 gennaio 1972 e divenendo anche deputato presso il Tribunale d'appello del lavoro.
Il 7 febbraio 1980 venne nominato giudice della divisione d'appello della Corte Suprema del Bangladesh, venendo riconfermato il 15 aprile 1981.

### Governo provvisorio (1990-1991)
Il 14 gennaio 1990 venne nominato presidente della Corte Suprema del Bangladesh, a seguito di un'agitazione pubblica guidata dai partiti politici dell'opposizione intenzionati a cambiare il sistema autocratico di governo, che portarono alle dimissioni del governo guidato dall'allora presidente Hussain Muhammad Ershad.
Il 6 dicembre seguente, l'allora vicepresidente Moudud Ahmed si dimise
e Ahmed venne nominato nuovo vicepresidente, tuttavia più tardi quel giorno Ershad si dimise e Ahmed assunse la carica di Presidente ad interim del paese.
Pochi giorno dopo, il 9 dicembre, prestò giuramento al suo consiglio di consiglieri presso Bangabhaban ed il 15 dicembre tenne la prima assemblea.
Il 27 febbraio 1991, dopo l'elezioni parlamentari nazionali, lasciò il proprio incarico a favore del nuovo capo di stato, Khaleda Zia.
Dopo l'esperienza come Pres torno a ricoprire, fino al gennaio 1995, la carica di Giudice della Corte suprema del Bangladesh.

### Presidente del Bangladesh (1996-2001)
Il 23 luglio 1996 dopo essere stato nominato dal governo dell'Awami League e aver prestato giuramento il 9 ottobre dello stesso anno, divenne nuovamente capo di stato.
Cinque anni dopo, il 14 novembre 2001, si ritirò dall'incarico, venendo considerato un traditore dalla politica Sheikh Hasina, per questo comportamento.

### Morte
Nel febbraio 2022 venne portato all'unità di terapia intensiva del Combined Military Hospital a causa di una malattia associata all'invecchiamento. Dopo un mese in ospedale, morì il 19 marzo, all'età di 92 anni.